# G 29-38
G 29-38 är en ensam stjärna i den södra delen av stjärnbilden Fiskarna, som också har variabelbeteckningen ZZ Piscium. Den har en genomsnittlig skenbar magnitud av ca 13,03 och kräver ett stort teleskop för att kunna observeras. Baserat på uppmätt parallax på ca 73,4 mas, beräknas den befinna sig på ett avstånd på ca 44 ljusår (ca 12 parsek) från solen. Den rör sig bort från solen med en heliocentrisk radialhastighet på ca 15 km/s.

## Egenskaper
G 29-38 är en vit dvärgstjärna av spektralklass DAV4.4. Den har en massa som är ca 0,70 solmassa, en radie som är ca 0,01 solradier och har ca 0,002 gånger solens utstrålning av energi från dess fotosfär vid en effektiv temperatur av ca 11 800.

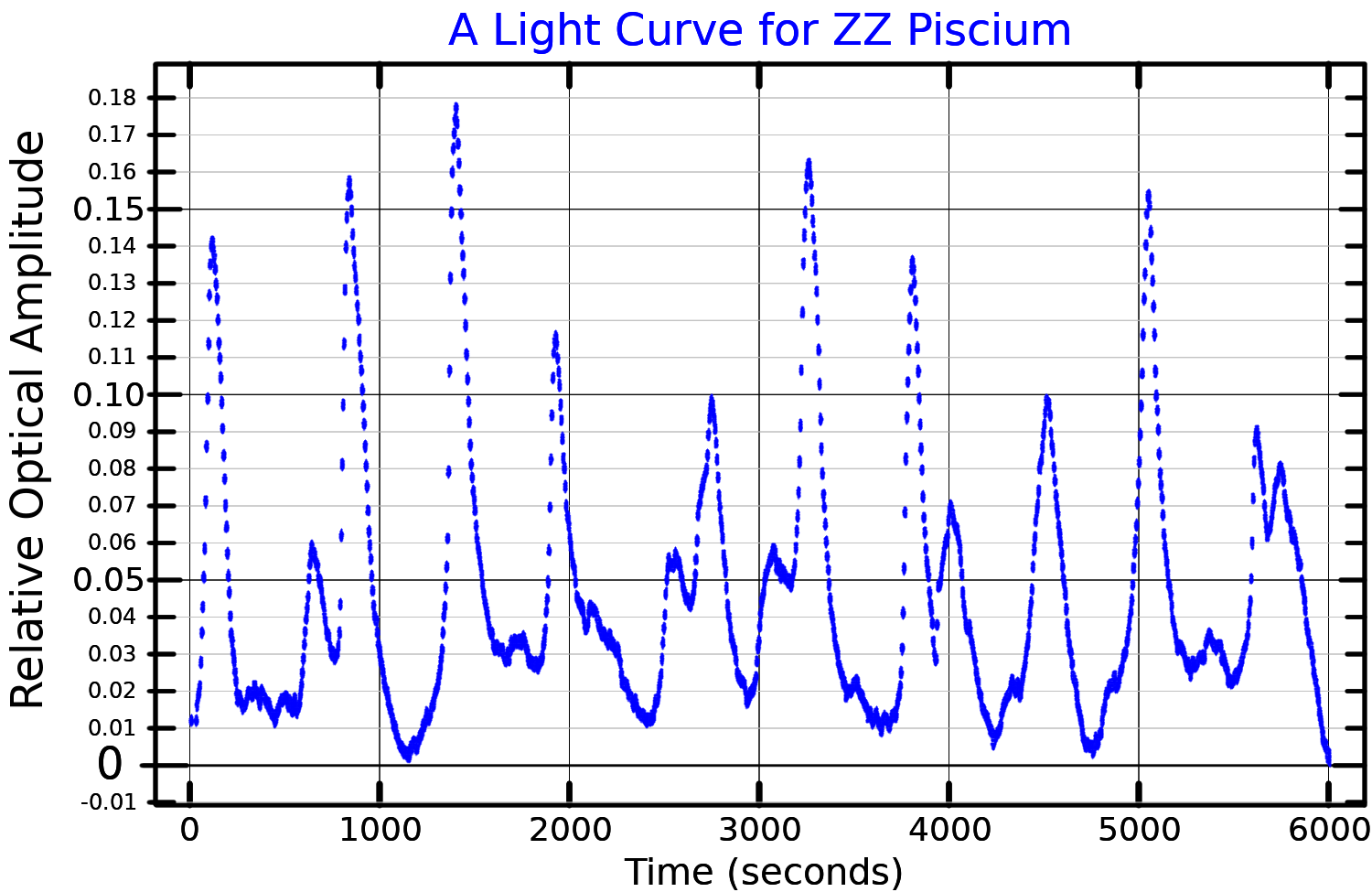
Ljuskurva för G 29-38, plottad från data av Fontaine och Brassard (2008)

G 29-38 är en pulserande variabel av typen ZZ Ceti-variabel, vars variabilitet beror på icke-radiella pulseringar med stor amplitud, som kallas gravitationsvågor. Den rapporterades första gången 1974 av Shulov och Kopatskaya vara variabel. DAV-stjärnor är vanligen vita dvärgar men har luminositetsvariationer med amplituder så höga som 30 procent, som härrör från en superposition av vibrationslägen med perioder från 100 till 1 000 sekunder. DAV med stor amplitud skiljer sig i allmänhet från DAV med lägre amplitud genom att ha lägre temperaturer, längre primär periodicitet och många toppar i deras vibrationsspektra med frekvenser som är summa av andra vibrationslägen.
G 29-38, liksom andra komplexa DAV-variabler med stor amplitud, har visat sig vara svåra att förstå. Ljuskurvans effektspektrum eller periodogram varierar över tider som sträcker sig från veckor till år. Vanligtvis dominerar ett starkt läge, även om många mindre amplitudlägen ofta observeras. De större amplitudlägena fluktuerar dock in och ut ur observerbarheten och vissa områden med låg effekt visar mer stabilitet. Asteroseismologi använder det observerade spektrumet av pulseringar från stjärnor som G 29-38 för att dra slutsatsen om strukturen i deras inre.

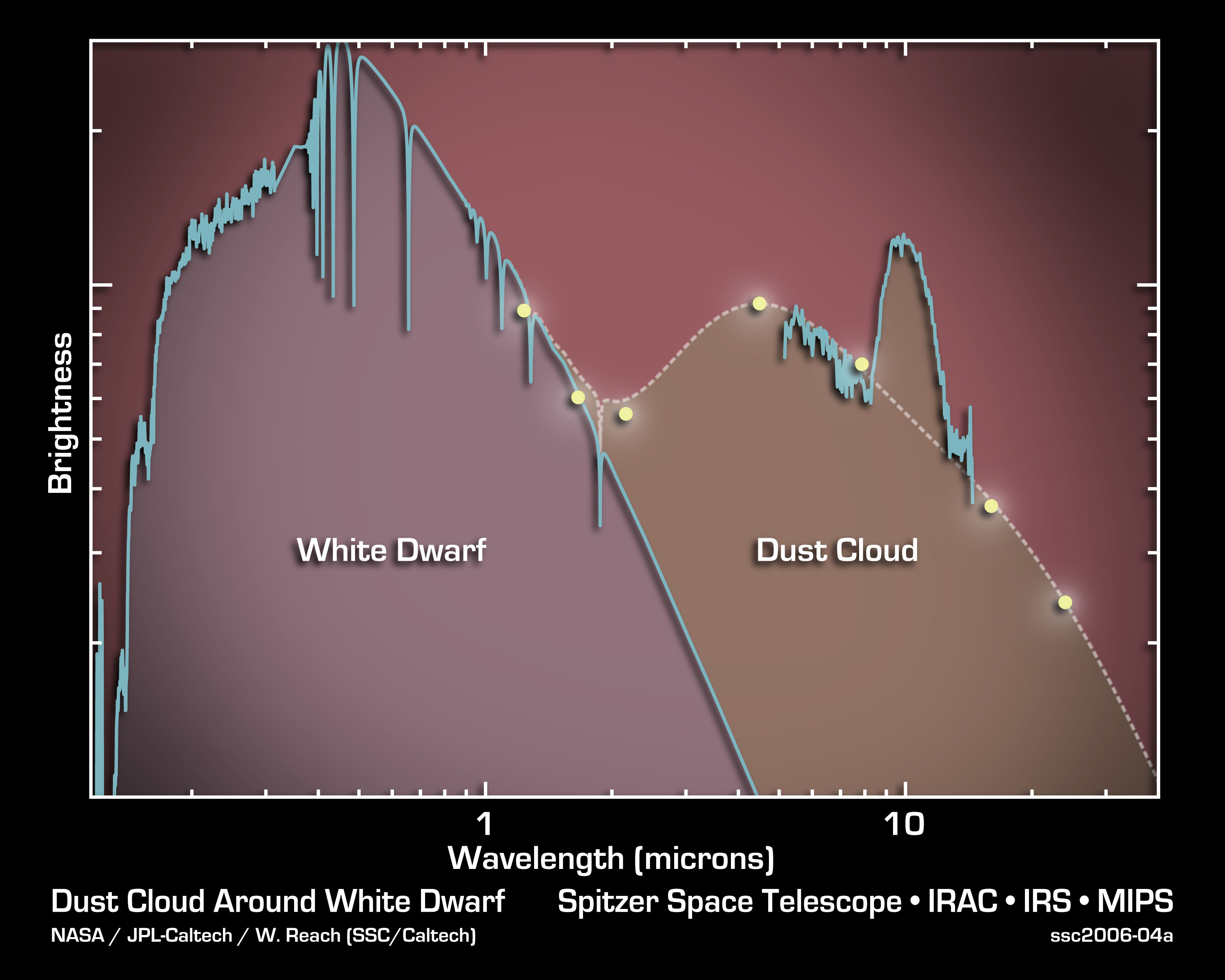
Spektrum av G29-38

## Stoftskiva
Den cirkumstellära miljön i G 29-38 väckte först uppmärksamhet i slutet av 1980-talet under en nära infraröd undersökning av 200 vita dvärgar utförd av Ben Zuckerman och Eric Becklin för att söka efter följeslagare med låg massa och bruna dvärgar. G 29-38 visade sig ha betydande emission mellan 2 och 5 mikrometer, långt över det förväntade från extrapolering av stjärnans visuella och nära infraröda spektrum. Liksom andra unga, heta vita dvärgar tros G 29-38 ha bildats relativt nyligen (för 600 miljoner år sedan) från sin AGB-stamfader och därför förklarades överskottet naturligt av emission från en Jupiterliknande brun dvärg med en temperatur på 1 200 K och en radie på 0,15 solradie. Senare observationer med bland annat speckleinterferometri, misslyckades dock med att upptäcka en brun dvärg.
Observationer av infraröd strålning gjorda 2004 av NASA:s Spitzer Space Telescope anger närvaron av ett stoft moln kring G 29-38, vilket kan ha skapats av tidvattenstörning av en exokomet som passerar nära den vita dvärgen. Detta kan innebära att G 29-38 fortfarande kretsar kring en ring av överlevande kometer och eventuellt yttre planeter. Detta är den första observationen som stöder tanken att kometer kvarstår i det vita dvärgstadiet av stjärnutveckling.